# Hadropithecus
Hadropithecus là một chi vượn cáo tuyệt chủng kích thước trung bình sống ở Madagascar gồm một loài duy nhất, Hadropithecus stenognathus. Do số lượng hóa thạch rất ít, nó là một trong các chi vượn cáo thiếu thông tin nhất.
Tên chi Hadropithecus xuất phát từ tiếng Hy Lạp αδρος, hadros, nghĩa là "lớn", và πίθηκος, pithekos, nghĩa là "vượn". Tên loài (stenognathus) gồm hai từ tiếng Hy Lạp στενο-, steno-, nghĩa là "hẹp", và γναθος, gnathos, nghĩa là "hàm" hay "miệng".